# Księga Ezdrasza
Księga Ezdrasza – (hebr. עֶזְרָא Ezra) jedna z ksiąg Starego Testamentu. Obejmuje opis historii tam, gdzie kończy go 2 Księga Kronik. Kapłan Ezdrasz rozpoczyna tę opowieść od wzmianki o dekrecie perskiego króla Cyrusa pozwalającym ostatkowi Żydów powrócić z niewoli babilońskiej do ojczyzny. Na koniec opisuje, jak starał się pomóc osobom, które skalały się poprzez kontakty z okolicznymi ludami. Obejmuje okres 70 lat – od roku 537 p.n.e. do 467 p.n.e. Celem Ezdrasza było ukazanie, jak Bóg spełnił obietnicę, że wyzwoli swój lud z Babilonu i przywróci w Jerozolimie czystą formę wielbienia. Dlatego pisarz koncentruje się tylko na wydarzeniach związanych z tą właśnie myślą przewodnią.

## Treść
- Księga Ezdrasza 1:1–6:22

Po dekrecie Cyrusa około 50 000 żydowskich wygnańców wraca do Jerozolimy pod przewodnictwem namiestnika Zorobabela zwanego również Szeszbaccarem. Repatrianci niezwłocznie odbudowują ołtarz i zaczynają przynosić ofiary Jahwe. Następnego roku Izraelici kładą fundamenty pod świątynię. Wrogowie przeszkadzają w odbudowie i w końcu udaje im się wymóc na królu wydanie rozkazu wstrzymania prac. Prorocy Aggeusz i Zachariasz kierują jednak do ludzi zachęty, dzięki którym mimo wszystko udaje się wznowić odbudowę świątyni. Z obawy przed złamaniem wcześniejszego postanowienia Cyrusa przeciwnicy odbudowy rezygnują z dalszych działań. Oficjalne poszukiwania prowadzą do odnalezienia dekretu Cyrusa w sprawie odbudowy świątyni. Odtąd prace przebiegają bez przeszkód i wreszcie zostają ukończone.
- Księga Ezdrasza 7:1–10:44

Od poświęcenia odbudowanego domu Bożego minęło prawie 50 lat. Jest rok 458 p.n.e. Zabierając ze sobą ostatek sług Bożych oraz zgromadzone środki, Ezdrasz wyrusza z Babilonu do Jerozolimy. Dowiaduje się tam, iż lud, kapłani i lewici pozawierali związki małżeńskie z pogańskimi Kananejkami. Ezdrasz jest oszołomiony. Otrzymuje jednak zachętę, aby był silny i działał. Robi więc wszystko, by poprawić sytuację, a lud reaguje na to pozytywnie.

## Autor
Według tradycyjnego podejścia, autorem Księgi Ezdrasza jest sam Ezdrasz, którego hebrajskie tłumaczenie imienia znaczy pomoc. Począwszy od wersetu 27 rozdziału 7 do końca rozdziału 9 tekst jest napisany w pierwszej osobie. Był on biegłym przepisywaczem Prawa Mojżeszowego. Księga Ezdrasza i Nehemiasza początkowo stanowiły jeden zwój. Później Żydzi podzielili go na księgi 1 i 2 Ezdrasza. We współczesnych wydaniach Biblii po hebrajsku oraz innych językach występują one jako Księgi Ezdrasza i Nehemiasza. Część Księgi Ezdrasza (4,8–6,18 i 7,12–26) została napisana po aramejsku, a reszta po hebrajsku, gdyż Ezdrasz biegle władał oboma tymi językami.

## Współczesna krytyka i biblistyka
Przez długi czas krytycy kwestionowali niektóre partie Księgi Ezdrasza, uznając je za nieautentyczne, szczególnie cytowane w tej księdze reskrypty władców perskich. Jednak odkrycia archeologiczne z Elefantyny dostarczyły wystarczających dowodów by stwierdzić, że to właśnie krytycy byli w błędzie. Odkryte pisma, w tym królewski dekret do Żydów, potwierdził zbieżność języka i stylu z tekstem dekretów cytowanych w Księdze Ezdrasza.
Współczesna biblistyka wskazuje na to, że podobnie jak księgi Kronik oraz Nehemiasza, Księgę Ezdrasza stworzył „Kronikarz” – prawdopodobnie lewita z Jerozolimy, który pracował być może na początku epoki hellenistycznej (ok. 300 p.n.e.) i który wykorzystał wcześniejsze dokumenty stworzone przez Ezdrasza i Nehemiasza.